# 闊頭紅魴鮄
闊頭紅魴鮄，為輻鰭魚綱鮋形目牛尾魚亞目黃魴鮄科的其中一種，分布於印度洋區及西太平洋區，從南非Mossel灣至莫三比克Delagoa灣、印度、台灣海域，棲息深度58-300公尺，體長可達48.7公分，為底棲性魚類，屬肉食性。

## 擴展閱讀
維基物種上的相關：闊頭紅魴鮄